# Lambert van Noort
Lambert van Noort est un peintre flamand d'histoire, architecte, dessinateur de cartons de tapisseries et vitraux.

## Biographie
Né en 1520, Lambert van Noort est, selon Van Mander, « un bon peintre et architecte ».
En 1547, il devient membre de la guilde de Saint-Luc d'Anvers.
Père du peintre Adam van Noort, le maître de Rubens, on lui doit notamment quelques peintures d'histoire (Galerie : 1-2), de nombreux dessins (Galerie : 3-4) et des vitraux (Galerie : 5-6).
Il fut l'un des premiers artistes flamands à dessiner d'après des modèles vivants.
Il est mort à Anvers en 1571.

## Œuvres
- Peintures
  - Vierge à la ceinture, Huile sur panneau, Oratorio dell'Annunziata, Ferrara (Galerie : 1).[ref. 1]
  - Lambert van Noort et Henri Bles, Saint Jérôme pénitent, huile sur bois, 116,7 x 81,6 cm, Musée provincial des Arts anciens du Namurois, Namur, inv. 318 (Galerie : 2).[ref. 2]
- Dessins
  - Guérison de l'aveugle Tobie, étude de vitrail, dessin à l'encre brune et lavis avec rehauts de blanc sur papier, monogrammé, 254 × 265 mm, Staatliche Graphische Sammlung München, München, inv./cat.nr 21147 (Galerie : 3).[ref. 3]
  - Sortie des animaux de l'arche de Noé, 1557, dessin signé et daté « Lambertus.a. / Noort.de.amersfort / Inven : 1557 », Ø 263 mm, Fondation Custodia (collection F. Lugt), Paris, inv./cat.nr 8881 (Galerie : 4).[ref. 4]
- Vitraux
  - Jésus parmi les docteurs, vitrail 13 de l'église Saint-Jean de Gouda (Galerie : 5-6).[ref. 5]

## Galerie

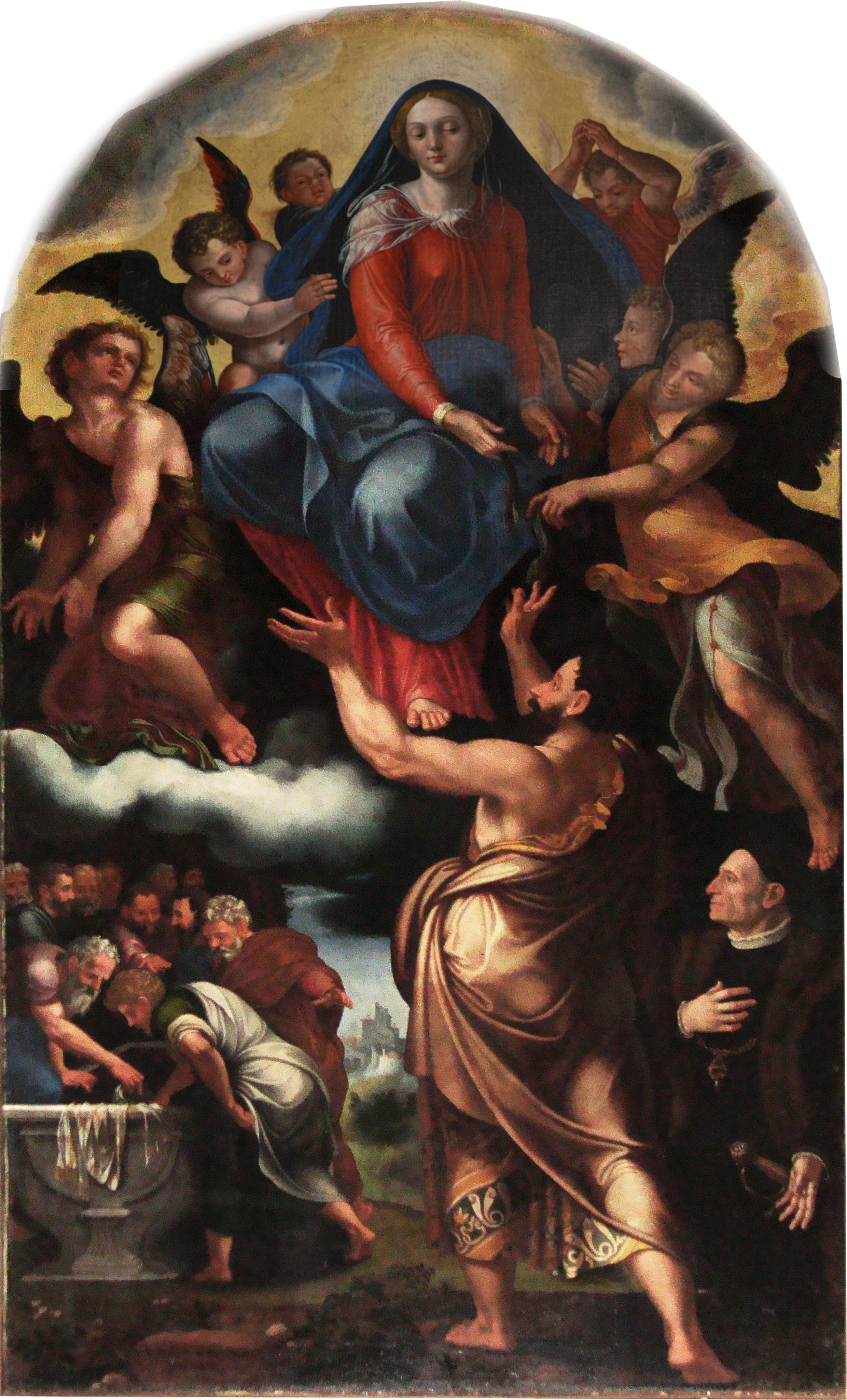
1. Vierge à la ceinture, Oratorio dell'Annunziata, Ferrara.
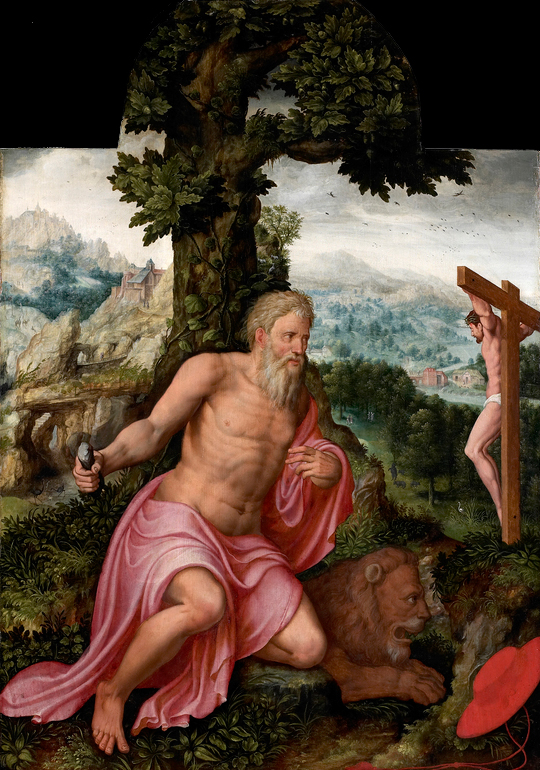
2. Lambert van Noort et attribué à Henri Bles, Saint Jérôme pénitent, Musée provincial des Arts anciens du Namurois, Namur.
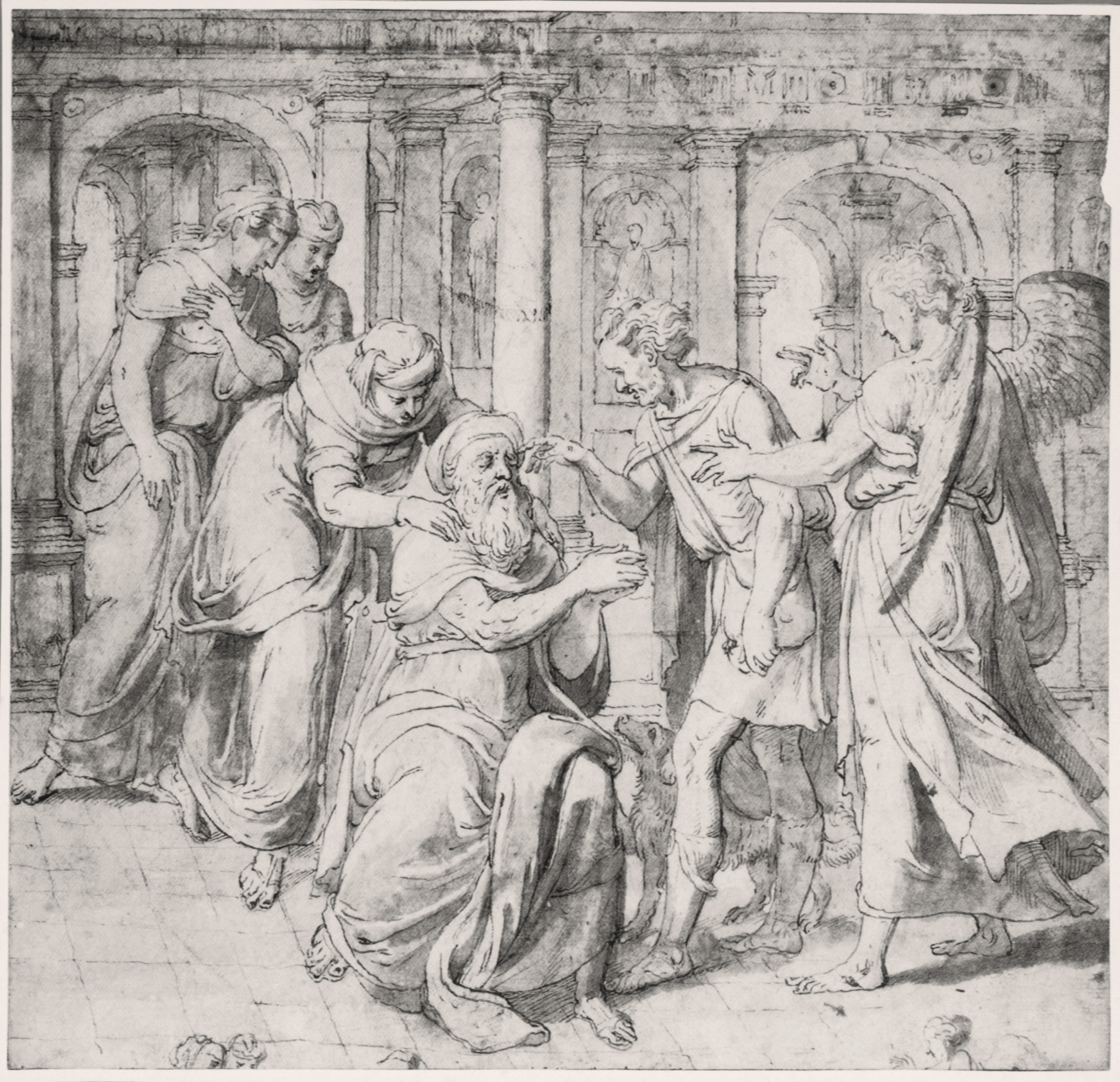
3. Guérison de l'aveugle Tobie, dessin, Staatliche Graphische Sammlung München.
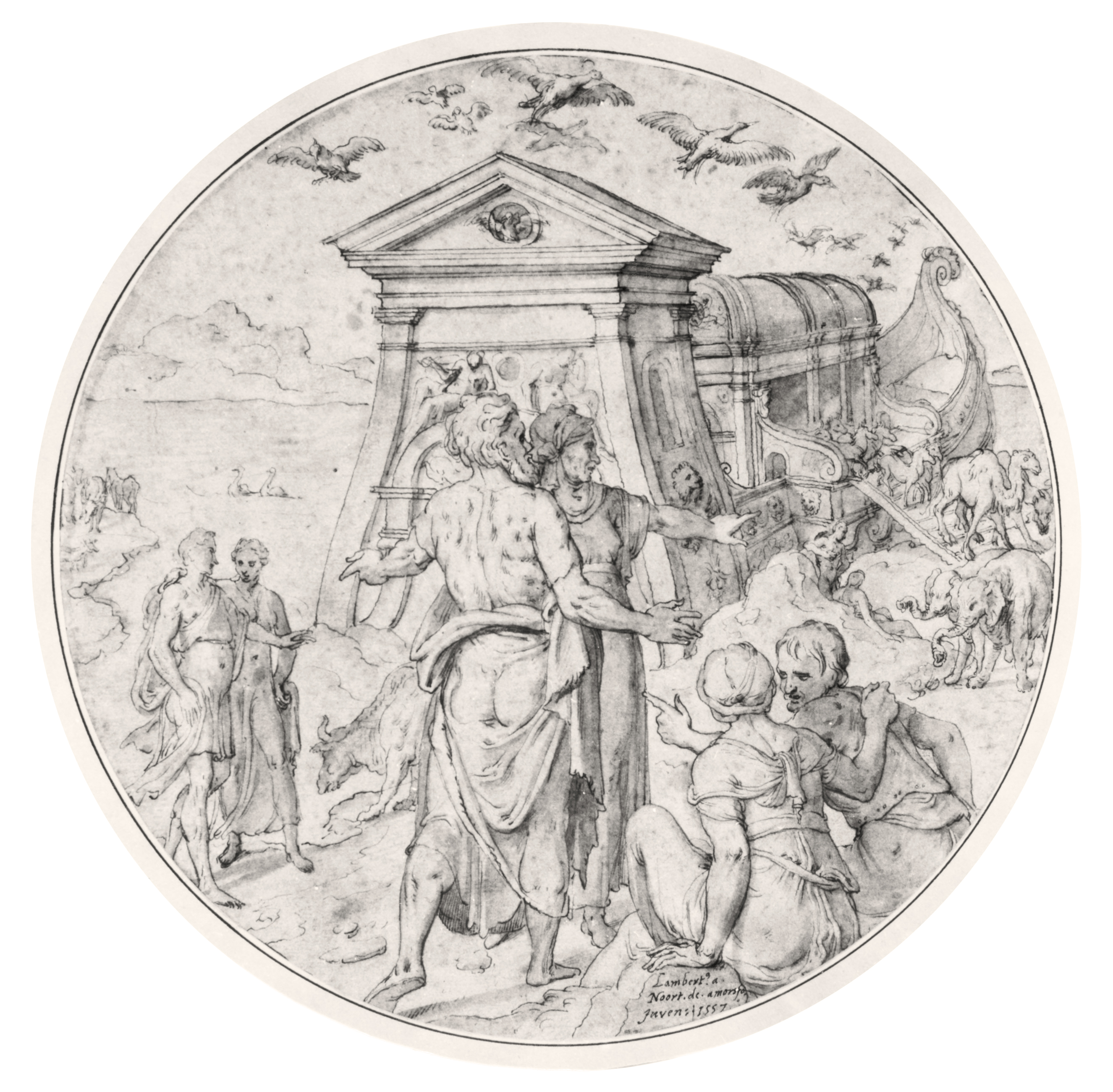
4. Sortie des animaux de l'arche de Noé, 1557, dessin signé, Fondation Custodia, Paris.

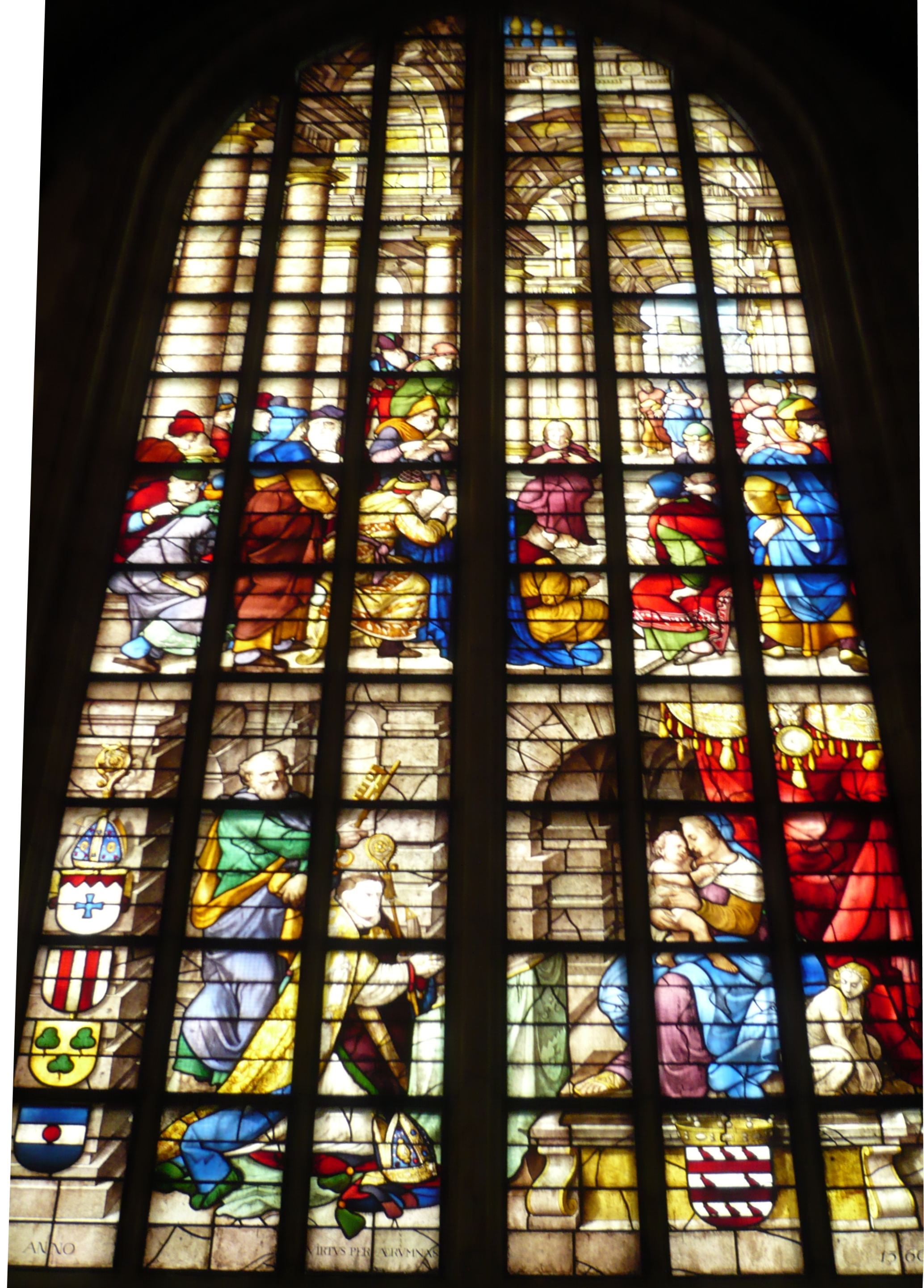
5. Jésus parmi les docteurs, vitrail 13 de l'église Saint-Jean de Gouda.
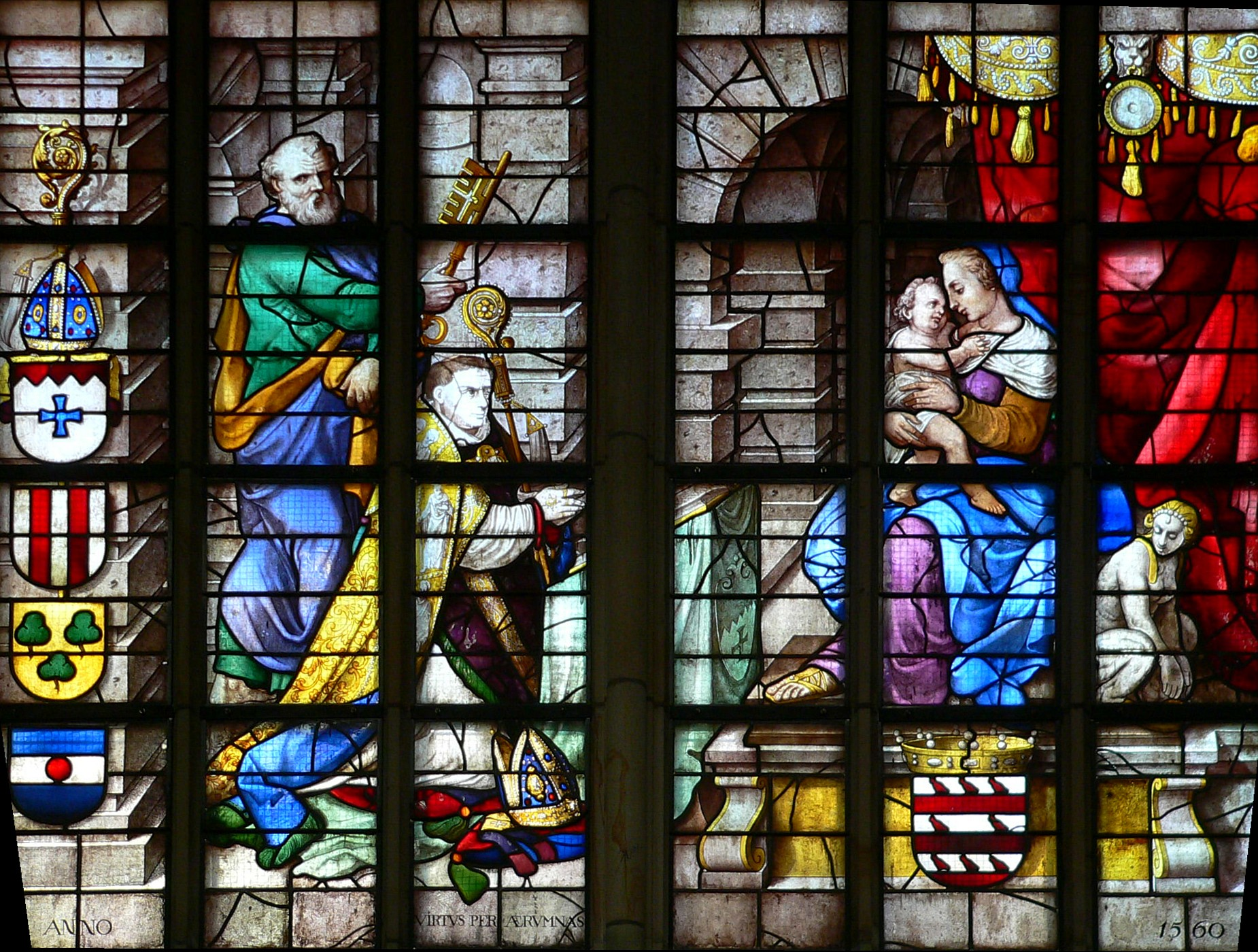
6. Détail du vitrail 13 de l'église Saint-Jean de Gouda.